# かえつ有明中学校・高等学校
かえつ有明中学校・高等学校（かえつありあけちゅうがっこう・こうとうがっこう）は、東京都江東区東雲二丁目に所在し、中高一貫教育を提供する私立中学校・高等学校。
高等学校においては、中学校から入学した内部進学の生徒と高等学校から入学した外部進学の生徒との間では3年間別クラスを編成する併設型中高一貫校。

## 設置形態
- 中学校
- 高等学校
  - 全日制課程 普通科
    - 難関大学進学コース
    - 総合進学コース

## 歴史
以前は、嘉悦女子中学校・高等学校という校名で、市ヶ谷の富士見（千代田区富士見、現法政大学市ケ谷キャンパス富士見坂校舎の地）にある女子校であった。2006年4月に創立100周年記念事業の一環で、現校名に改称、臨海副都心の有明キャンパスに移転し、共学化された。

## 沿革
- 1903年 嘉悦孝が東京商業学校の一部を間借りし、校長を和田垣講三を校長に迎え、日本初の女子商業学校として設立[1]
- 1907年 校名を私立日本女子商業学校と改称。麹町区土手三番町に校舎を建設し移転。[1]
- 1919年 校名を日本女子商業学校と改称し、校長に嘉悦孝が就任。[1]
- 1932年 校舎を麹町区富士見町に移転[1]
- 1952年 嘉悦女子中学校・高等学校に改称
- 2006年 かえつ有明中学校・高等学校に改称、共学化

## 特色

### 放課後の活用
放課後には「学習支援センター」でのチュータや外部講師による「放課後講座」や、総合型選抜入試で進学した現役大学生による対話型の総合型選抜入試対策「探求ゼミ」が行われている。

### 様々な留学プログラム
かえつ有明中学校・高等学校では、2週間から1年の3種類の留学プログラムを実施している。

### セメスター留学
中学3年、高校1年の2学期にアメリカ合衆国のSolebury School、イギリスのKings Ely College、Cambridge International Schoolに滞在するもの。2012年より開始されたもので、1年間は長過ぎて日本での勉強が心配だが、経験として海外の高校で勉強がしたいという生徒向けに始まった。

## クラス編成
中学の間に成績別のクラス編成は無く、高校ではトラディショナルクラス(2、3クラス)とオーセンティッククラス(2、3クラス)、高校新クラス(1クラス程度)の3種類のクラスに別れる。
トラディショナルクラスは一般試験による難関大学進学を目指すクラス。
オーセンティッククラスは、一般的な勉学と探究型の学習を両立するクラス。
高校新クラスは高入生を加えて授業･学校の枠を超えて主体的にプロジェクトを立ち上げ、新しい価値の創造を目指していくクラス。

## 交通アクセス
出典 : 
電車
| 路線名                     | 最寄り駅 | 徒歩所要時間 |
| -------------------------- | -------- | ------------ |
| 東京臨海高速鉄道りんかい線 | 東雲駅   | 8分          |
| 東京メトロ有楽町線         | 辰巳駅   | 18分         |

バス
| 運行事業者 | 乗車駅           | 系統       | 下車停留所                  |
| ---------- | ---------------- | ---------- | --------------------------- |
| 都営バス   | 豊洲駅           | 海01・東16 | 「都橋住宅前」、徒歩2分     |
| 都営バス   | 東京駅丸の内南口 | 都05-2     | 「有明小中学校前」、徒歩2分 |

## 主な出身者
- 高見知佳 - 嘉悦女子高等学校（女優、タレント）
- 桜井直美 - 嘉悦女子高等学校（アイドルグループ「きゃんきゃん」メンバー）
- 岩井由紀子 - 嘉悦女子高等学校（女優、タレント）
- 坂上香織 - 嘉悦女子中学校→嘉悦女子高等学校（女優）
- 松丸友紀 - 嘉悦女子高等学校（元テレビ東京アナウンサー）
- 山口美沙（タレント）
- 北岡夢子 - 堀越高等学校に転校（歌手、女優、タレント）
- 松本亜璃沙（恋愛アドバイザー）
- 川上未遊（女優、タレント）
- 中島はるみ (女優)
- 中島めぐみ (女優)
- 大石文弥（サッカー選手）
- 浅野里香（NHKアナウンサー）
- 長田樹里（元フィギュアスケート選手、旧姓小沢）